# Твердохліб Іван Йосипович
Іва́н Йо́сипович Твердохлі́б (24 червня 1899, Довжик, Харківська губернія, Російська імперія — 16 жовтня 1986, Одеса, УРСР, СРСР) — український актор характерного і комедійного плану. Народний артист Української РСР (1960).

## Біографічні відомості
Народився 24 червня 1899 року в селі Довжик Харківської губернії (нині Злочевського району Харківської області)
Працював у сели, з 1917 року — робітником на залізниці.
З травня 1918 року служив у Червоній Армії. В 1921—1923 роках навчався на клубно-театральних курсах при Українському політуправлінні у Харкові. Після демобілізації вступив до Харківського театру імені Т. Шевченка. Потім були Київський театр імені Л. Українки, Полтавський музично-драматичний театр імені М. Гоголя.
У 1929 році вступив до Одеського українського драматичного театру імені Жовтневої революції.
В 1930—1936 роках працював на Одеській, а згодом на Київській кіностудії. Знявся в понад 20 кінострічках.
З 1936 року був провідним актором Одеського українського музично-драматичного театру.
Помер 16 жовтня 1986 в Одесі. Похований на Другому християнському кладовищі.

## Вшанування пам'яті
- У червні 1999 року в Одесі на фасаді дома № 9 по вулиці Садовій була відкрита меморіальна дошка на честь видатного актора.
- В Одесі встановлена театральна премія імені народних артистів України Л. І. Бугової та І. Й. Твердохліба.

## Творчість
Театральні ролі
- Оврам — «Патетична соната» (М. Куліш),
- Швейк — «Пригоди бравого вояка Швейка» (Я. Гашек),
- Солопій Черевик — «Сорочинський ярмарок» (за М. Гоголем),
- Галушка — «В степах України» (О. Корнійчук),
- Микола Задорожний — «Украдене щастя» (І. Франко),
- Боруля — «Мартин Боруля» (І. Карпенко-Карий),
- Возний — «Наталка Полтавка» (І. Котляревський),
- Добчинський — «Ревізор» (М. Гоголь),
- Мальволіо — «Дванадцята ніч» (В. Шекспір),
- Тевьє — «Тевьє — молочник» (Шолом-Алейхем),
- Сірко — «За двома зайцями» (М. Старицький) та інші.

Робота у кіно
Знімався у кінострічках: «Вибухлі дні», «Перекоп», «Право батьків», «Кармелюк», «Свині завжди свині», «Штурмові ночі», «На великому шляху», «Смачного», «Коліївщина», «Одного разу влітку», «Прометей», «Коні не винні», «Дорогою ціною», «Під золотим орлом», «Дума про Британку» та інших.

## Нагороди
- Ордени Трудового Червоного Прапора, «Знак Пошани»
- Медалі («За доблесну працю. В ознаменування 100- річчя  з дня народження Володимира Ілліча Леніна» та інші).
- Почесні звання «Заслужений артист УРСР» (1954 р.), «Народний артист Української РСР» (1960 р.).